# Kloster Stiepel

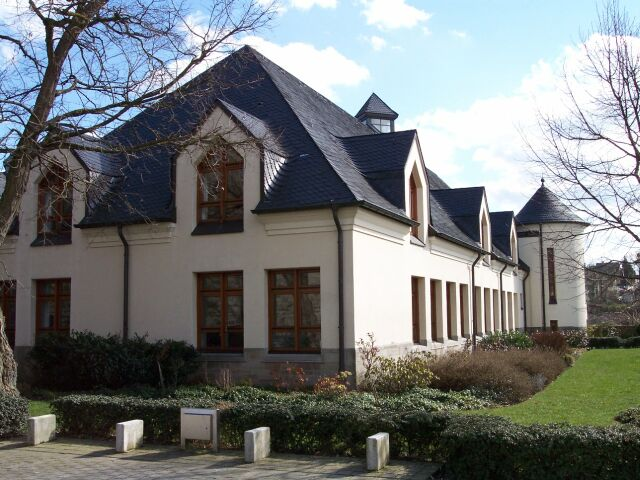
Kloster Stiepel, Ostflügel, an den sich links die Klosterkirche anschließt (hier nicht sichtbar)

Das Kloster Stiepel, ein Kloster der Zisterzienser im Bochumer Stadtteil Stiepel, wurde 1988 gegründet und ist ein Priorat des Stifts Heiligenkreuz, einer Zisterzienserabtei in Österreich. Die Gründung des Klosters ging auf eine Initiative des ersten Bischofs des Ruhrbistums, Franz Kardinal Hengsbach, zurück.
Die Klosterkirche St. Marien ist zugleich Marienwallfahrtsort zum Gnadenbild der „Schmerzhaften Mutter von Stiepel“ und als solcher der einzige Marienwallfahrtsort der Diözese, neben der Domkirche. Die Gebäudeflügel des Klosters sind um den Wallfahrtshof U-förmig angeordnet. Ein Außenaltar öffnet sich nach Westen in die Landschaft hin. Die Mönchszellen befinden sich im Dachgeschoss; ihre Lage ist jeweils an der zugehörigen Dachgaube erkennbar. Dem Kloster ist eine verpachtete Gaststätte („Klosterhof“) angegliedert.
Das lateinische Stundengebet der Klostergemeinschaft und die Messen in der Kirche sind öffentlich.

## Geschichte
„Am Fest des heiligen Abtes Bernhard von Clairvaux wurden im Jahre 1988 vier Zisterzienser aus der Abtei Heiligenkreuz in Niederösterreich von ihrem Abt Gerhard Hradil zu einer Klostergründung in das Bistum Essen entsandt, wo sie unter dem zum ersten Prior bestellten Pater Beda Zilch bei der Kirche B.M.V. Matris Dolorosae in Stiepel das klösterliche Leben begannen …“
So beginnt die auf Pergament geschriebene Urkunde, die am 3. Mai 1989 von Kardinal Hengsbach im Grundstein des neu errichteten Zisterzienserklosters eingesenkt wurde. Seit der Gründung sind zahlreiche Eintritte erfolgt, so dass die Gründung nach 25 Jahren als geglückt gelten darf. Eine Erhebung zur Abtei steht noch aus.
Heute betreuen die Mönche die Wallfahrt, verrichten das feierliche Chorgebet nach zisterziensischer Tradition, tragen Verantwortung für die Pfarrgemeinde, sind in benachbarten Pfarren als Seelsorger tätig und wirken als geistliche Begleiter nicht zuletzt für die Studenten der nahe gelegenen Ruhruniversität.

### Gründungsgeschichte
Auf der Suche nach einem benediktinischen Orden, der bereit wäre in seinem Ruhrbistum Essen ein Kloster zu gründen, dessen Bau das Bistum übernehmen würde, traf Bischof Franz Hengsbach 1969 auf den in Gelsenkirchen geborenen Zisterziensermönch des Stiftes Heiligenkreuz, Pater Adalbert Klaus Diehl (1929–1989), ab 1983 Verwalter (Kämmerer) seines Klosters, und bestürmte von da an beharrlich aber vergeblich Abt Franz Gaumannmüller, in Bochum zu gründen. Drei Jahre nach Amtsantritt von dessen Nachfolger, Abt Gerhard Hradil, beschloss der Konvent am 13. November 1986 die Neugründung zu wagen und sandte am 29. August 1988 Prior Beda Zilch und seine drei Mitbrüder Maximilian Heim (Kaplan), Christian Feurstein (Wallfahrtsrektor) und Severin Fochler (Kämmerer, Eintritt 1983, feierliche Profess 1987) nach Stiepel. Am 30. Oktober 1988 kam es zum Baubeginn des Klosters, am 3. Mai 1989 zur Grundsteinlegung und am 11. Oktober 1990 zur Klosterweihe.

### Prioren und Subprioren
| von               | bis                | Prior               | Subprior            |
| 1. September 1988 | 30. September 2001 | Beda Zilch          | Christian Feurstein |
| 1. Oktober 2001   | 30. September 2004 | Christian Feurstein | Jakobus Kempkes     |
| 1. Oktober 2004   | 10. Februar 2011   | Maximilian Heim     | Jakobus Kempkes     |
| 10. Februar 2011  | 12. Juni 2014      | Pirmin Holzschuh    | Jakobus Kempkes     |
| 13. Juni 2014     | 1. Februar 2018    | Pirmin Holzschuh    | Andreas Wüller      |
| 2. Februar 2018   | 30. November 2019  | Andreas Wüller      | Gabriel Chumacera   |
| 30. November 2019 |                    | Maurus Zerb         | Rupert Fetsch       |

## Besonderheiten
- Monatswallfahrten am 11. eines jeden Monats
- Jugendwallfahrt und Jugendvigil
- Wallfahrten der Schlesier und Eichsfelder
- Monatlich stattfindende philosophisch-theologische Vortragsreihe Auditorium Kloster Stiepel
- Monatlich stattfindende Konzertreihe Marienlob

## Klosteranlage

### Klostergebäude
Das Klostergebäude wurde nach dem Entwurf des Architekten Roman Reiser 1989–1990 vom Bistum Essen gebaut. Im Innenhof des Kreuzgangs steht ein aus Ruhrsandstein gefertigter Trinkbrunnen. Im Kreuzgang hängt als Geschenk des Mutterklosters ein Kreuz aus der Fertigung des Benediktiners Bernward Schmid. Um den Kreuzgang gruppieren sich die Bibliothek, der Kapitelsaal (mit Grisaillefenstern und Kapitelkreuz), die Rekreation, das Refektorium und (außerhalb der Klausur) das Gästerefektorium.

### Bernardikapelle
Die der Kirche zugewandte Nordseite wird von der Bernardikapelle eingenommen, einem runden Zentralbau, in dessen Mitte ein sechseckiger Altar aus Ruhrsandstein steht (Entwurf Klaus Böker) mit den Reliquien der hl. Bernhard von Clairvaux und Maximilian Kolbe. Die Grisaillefenster (Entwurf Heinz Dohmen) sind den Kreuzgangfenstern von Stift Heiligenkreuz nachempfunden. Dazwischen steht als Gabe des Mutterklosters eine Kopie der frühgotischen Muthmannsdorfer Madonna.

### Weitere Gebäude
Für Klostergäste und Wallfahrer steht die Pilgerhalle (mit Klosterladen) zur Verfügung. Das Gebäude grenzt westlich an das Klostergebäude an und beherbergt auch die Klosterbuchbinderei von Pater Matthias Schäferhoff.  Vor der Pilgerhalle erlaubt der Wallfahrtsplatz mit Freialtar bei schönem Wetter Gottesdienst im Freien. Unweit befindet sich der Bernhard-Brunnen mit einer Skulptur des hl. Bernhard von Clairvaux von Werner Franzen (2003). Der Pilgerhalle nördlich gegenüber steht das Pfarrheim der Pfarrei St. Marien mit großem Saal für die Vorträge des Auditoriums oder andere Veranstaltungen. Weitere Gebäude sind das Abt-Gerhard-Haus und das Pater-Alban-Haus, die der Unterbringung von Gästen dienen.

### Kreuzweg und Glaubensweg Mariens

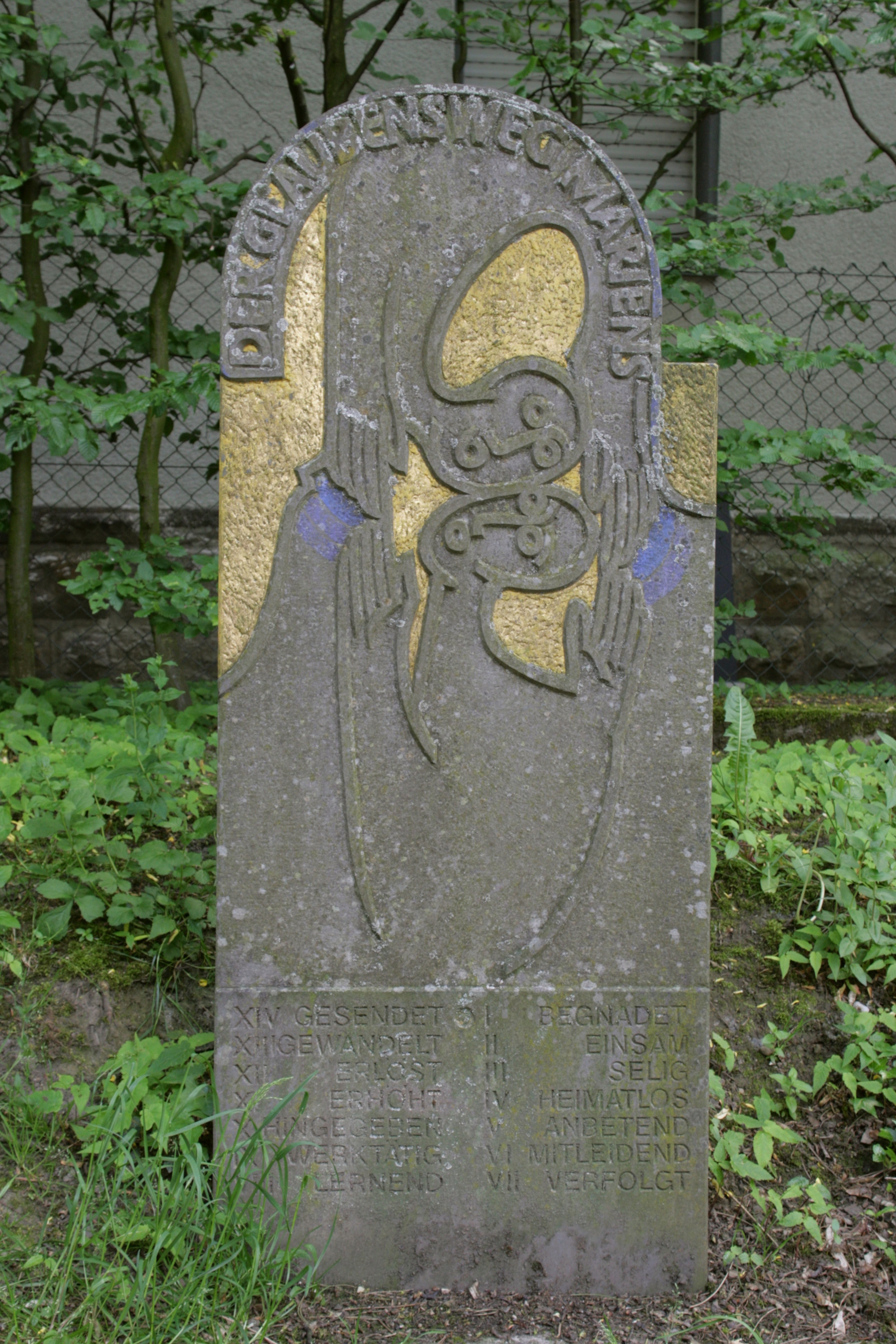
Marienweg des Klosters

Im Außenbereich des Klosters befinden sich westlich (seit 2001) 14 Kreuzwegstationen, die der Künstler Ernst Rasche Ende der 1950er Jahre in Grauguss angefertigt hat (siehe dazu den Artikel Kreuzweg Stiepel).
Östlich des Klosters befindet sich der Glaubensweg Mariens mit 14 Bildstöcken, die Darstellungen aus dem Leben Mariens enthalten. Sie deuten die Biographie der Gottesmutter nicht wie üblich aus den Geheimnissen des Rosenkranzes, sondern aus den verschiedenen Aspekten ihres Glaubens: 1. Begnadeter Glaube, 2. Einsamer Glaube, 3. Selig gepriesener Glaube, 4. Unbehauster Glaube, 5. Anbetender Glaube, 6. Mitleidender Glaube, 7. Verfolgter Glaube, 8. Lernender Glaube, 9. Werktätiger Glaube, 10. Hingegebener Glaube, 11. Umstürzender Glaube, 12. Befreiter Glaube, 13. Gewandelter Glaube, 14. Gemeindebildender Glaube.
Der Glaubensweg Mariens hat eine komplizierte Geschichte. 1926 ließ Vikar Karl Schilling östlich der Wallfahrtskirche St. Marien einen Außenkreuzweg mit 14 Stationen aus Ruhrsandstein (mit Bildtafeln) anlegen. Um Platz für die vermehrte Pilgerzahl zu gewinnen, schuf Pfarrer Josef Busche 1954 westlich der Kirche (unter Wiederverwendung der Bildtafeln) den neuen erheblich längeren Kreuzweg. Die alten steinernen Stationen wurden mit Motiven aus dem Marienleben gefüllt (für die 7 Schmerzen Mariens und für die 7 Freuden Mariens), bis die alten Bilder schließlich verblassten und Pfarrer Walter Kromer die Stationen für einen von ihm konzipierten Glaubensweg Mariens nutzte, zu dem er von dem Hattinger Künstler Egon Stratmann 14 Bildtafeln malen ließ (von 1978 bis 1987) und dazu meditative Betrachtungen und Gebete verfasste, die 1998 publiziert wurden.

### Friedhof
Unweit des Klosters befindet sich der Friedhof der Mönche mit den Gräbern von Pater Alban Ernst Bunse und Pater Ansgar Schepers (1963–2009, Eintritt 1996, Profess 2000).

### Glockentor
Da die Kirche St. Marien nach zisterziensischer Art keinen Glockenturm hat, ist die Hauptzufahrt der Klosteranlage als Glockentor konzipiert und beherbergt fünf Glocken. Sie wurden 1991 in der Glockengießerei Petit & Gebr. Edelbrock in Gescher gegossen und am 9. Oktober 1992 durch den Essener Bischof Hubert Luthe geweiht.
| Nr. | Name            | Gussjahr | Gießer                  | ∅ (cm) | Masse (kg) | Schlagton | Inschrift |
| 1   | Hl. Maria       | 1991     | Petit & Gebr. Edelbrock | 137    | 1.760      | d′        | „Hilf, daß wir nicht in Sünden unselig sterben“ – „Und sind wir einmal müde, dann stell ein Licht uns aus, o Gott in Deiner Güte, dann finden wir nach Haus.“                                |
| 2   | Hl. Hubertus    | 1991     | Petit & Gebr. Edelbrock | 121    | 1.180      | e′        | „Stärke unseren Glauben an einen neuen Weltfrühling, an ein Meer neuer Möglichkeiten“ – „Wir sind nur Gast auf Erden, und wandern ohne Ruh; mit mancherlei Beschwerden der ewigen Heimat zu“ |
| 3   | Hl. Josef       | 1991     | Petit & Gebr. Edelbrock | 108    | 0.810      | fis′      | „Schütze unsere Familien und lehre uns, mit dem Kreuz in unserem Dasein zu leben.“ – „Ihm Dank sagen und bei Ihm sein, bei Ihm sein und bei Ihm bleiben.“                                    |
| 4   | Hl. Bernhard    | 1991     | Petit & Gebr. Edelbrock | 091    | 0.500      | a′        | „Gib uns Geduld zum Schweigen, bis wir wissen, was wir sagen wollen; da werden wir Gott schauen und ihn lieben, lobpreisen und ihm Dank sagen.“                                              |
| 5   | Hl. Gräfin Imma | 1991     | Petit & Gebr. Edelbrock | 081    | 0.350      | h′        | „Stärke uns, daß neues Leben und neue Freude geweckt wird.“ – „An jenem Tage, dem kein Abend mehr folgt.“                                                                                    |